# نظام بوست ماركت
نظام بوست ماركت هو نظام تشغيل حر ومفتوح المصدر قيد التطوير للهواتف الذكية بشكل أساسي، مبني على توزيعة ألباين لينكس.
تم إطلاق نظام بوست ماركت رسميًا في 6 مايو 2017 مع توفير شفرة المصدر على موقع غيت لاب. قادر على تشغيل واجهات مستخدم مختلفة تعتمد على X وويلند، مثل هاتف بلازما  وهيلدون و متة وجنوم 3 وإكسفس ، كما أضافت التحديثات اللاحقة دعمًا لـ Unity8 وفوش. يهدف المشروع إلى توفير دورة حياة لمدة عشر سنين للهواتف الذكية.

## المعمارية
على عكس العديد من المشاريع الأخرى التي تنقل توزيعات لينكس التقليدية إلى هواتف أندرويد، لا يستخدم نظام بوست ماركت بنية نظام أندرويد أو مساحة المستخدم. يحتوي كل هاتف على حزمة فريدة واحدة فقط، ويتم إنشاء نسخ قابلة للتثبيت باستخدام أداة pmbootstrap. يهدف المشروع إلى دعم نواة لينكس الرئيسية على جميع الهواتف في المستقبل، بدلاً من نظام أندرويد الذي عفا عليه الزمن، لتقليل احتمالات الاستغلال الأماني. يمكن لعدد قليل من الأجهزة تشغيل النظام على النواة.
تم اختيار ألباين لينكس كتوزيعة أساسية بسبب متطلبات التخزين المنخفضة، مما يجعله أكثر ملاءمة للأجهزة القديمة. باستثناء النواة، التثبيت الأساسي يأخذ قرابة 6 ميجابايت.

## حالة التطوير

### المميزات
اعتبارًا من يناير 2018 كان المشروع قيد التطوير ولم يتمكن أي جهاز حتى الآن من إجراء مكالمات هاتفية، على الرغم من بذل جهود كبيرة في هذا الصدد. تم نشر أدوات مختلفة من قبل المشروع، بما في ذلك:
- pmbootstrap،[19][20] أداة مساعدة في عملية التطوير مع مترجم متعدد
- osk-sdl،[21][22] لوحة مفاتيح افتراضية للسماح بفك تشفير كلمة المرور أثناء بدء التشغيل (على جهاز به تشفير كامل للقرص)
- charging-sdl،[23] تطبيق موجود في initramfs لعرض رسوم متحركة عند شحن الهاتف أثناء إيقاف التشغيل.

### دعم الجهاز
اعتبارًا من مارس 2019، أصبح بإمكان أكثر من مائة جهاز تشغيل نظام التشغيل، بما في ذلك 41 مع دعم الوايفاي. يتضمن ذلك العديد من الهواتف الذكية والأجهزة اللوحية التي تعمل بنظام أندرويد، الأجهزة القابلة للارتداء مثل نظارات جوجل، والساعات الذكية بما في ذلك LG G Watch وبعض هواتف نوكيا الذكية التي تعمل بنظام لينكس، مثل نوكيا N900  ونوكيا N9 . يستمر مجتمع نظام بوست ماركت في إضافة أجهزة، ويتم توثيق التقدم على ويكي.

#### الترقية إلى جهاز جديد
تتألف عملية التطوير لجعل الجهاز الجديد متوافقًا مع نظام التشغيل من إنشاء حزمة خاصة بالهاتف باستخدام أداة pmbootstrap. لذلك، غالباً ما يكون استخدام نواة لينكس من الشركة المصنعة للجهاز الأصلي ضروريًا. غالبًا ما يتم توفير شفرة المصدر للنواة الأصلية من خلال الامتثال لمتطلبات ترخيص GPLv2، ولكن قد لا تتوفر بعض برامج التشغيل اللازمة لتشغيل الجهاز، وبالتالي يجب إعادة إنشائها.

## صور

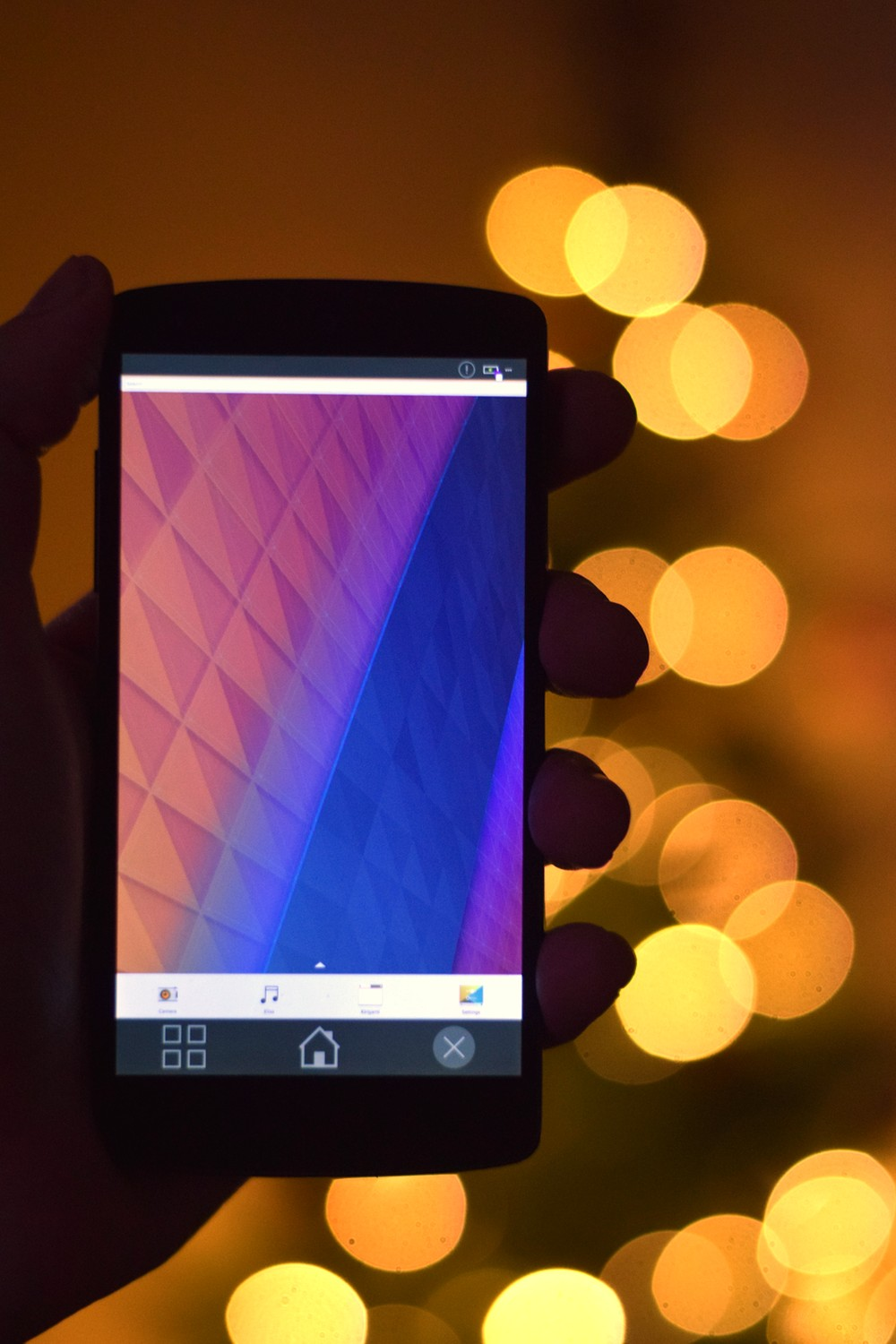
بلازما موبايل على نيكزس 5
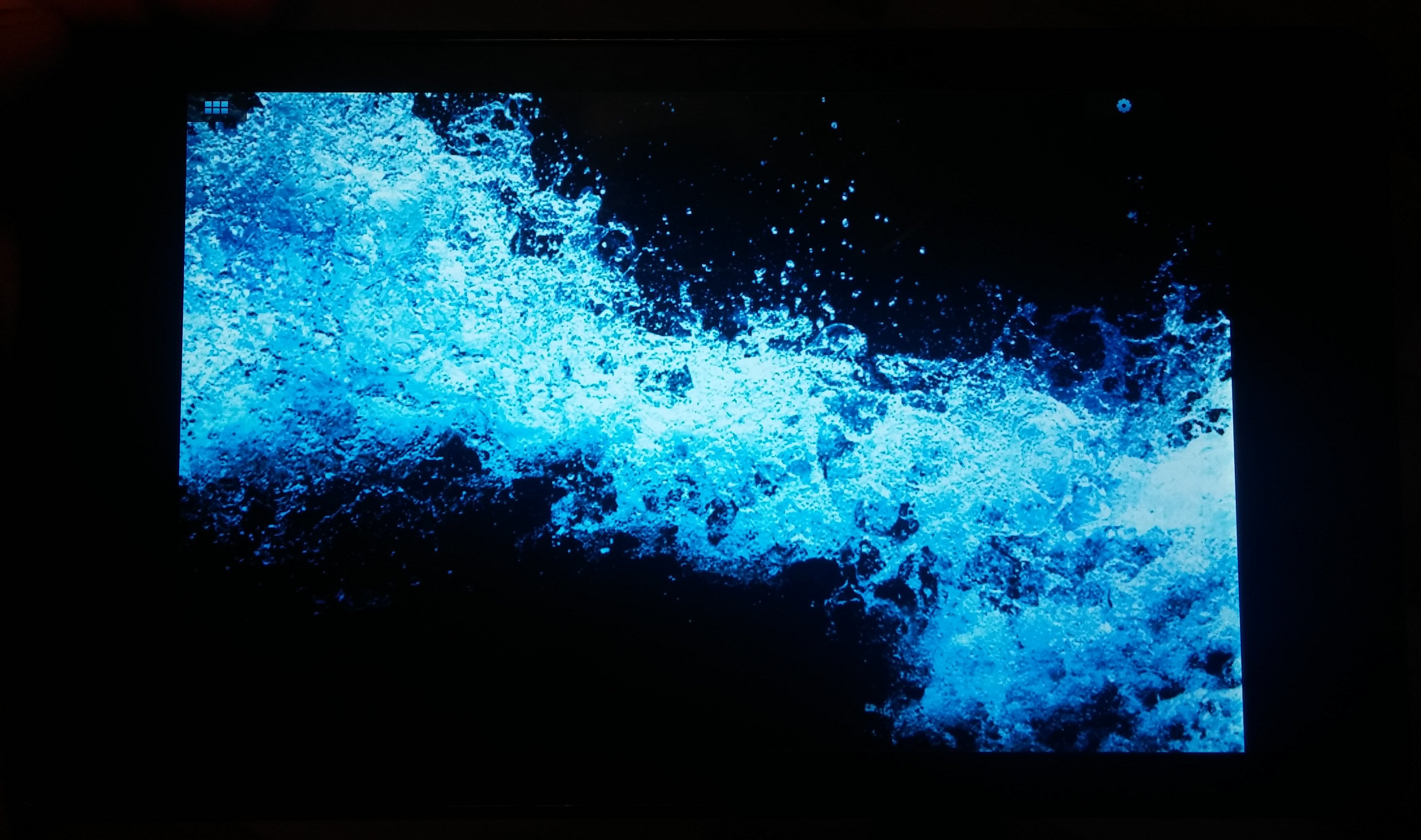
هيلدون على نيكزس 7 (2013)
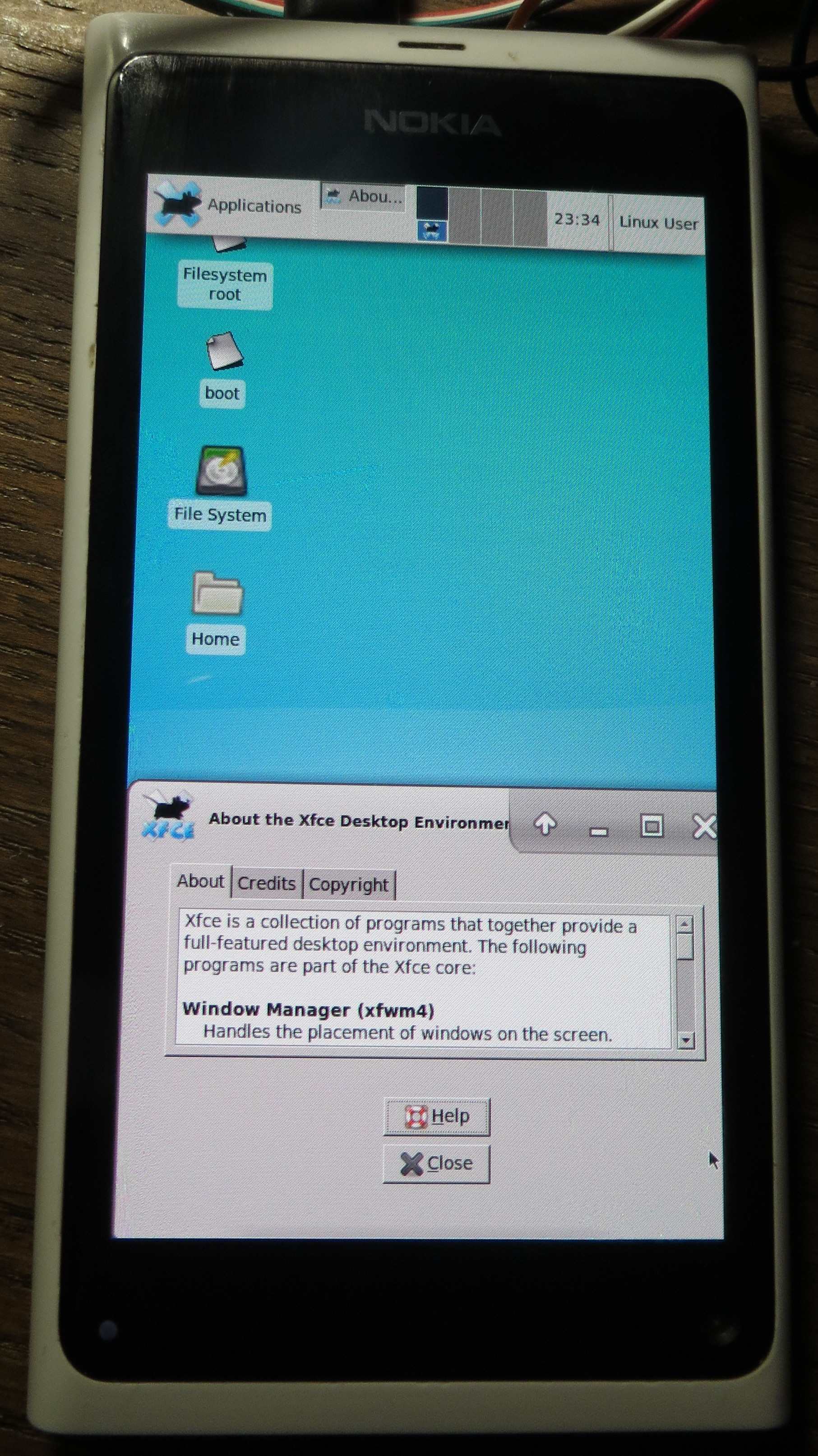
إكسفس على نوكيا N9
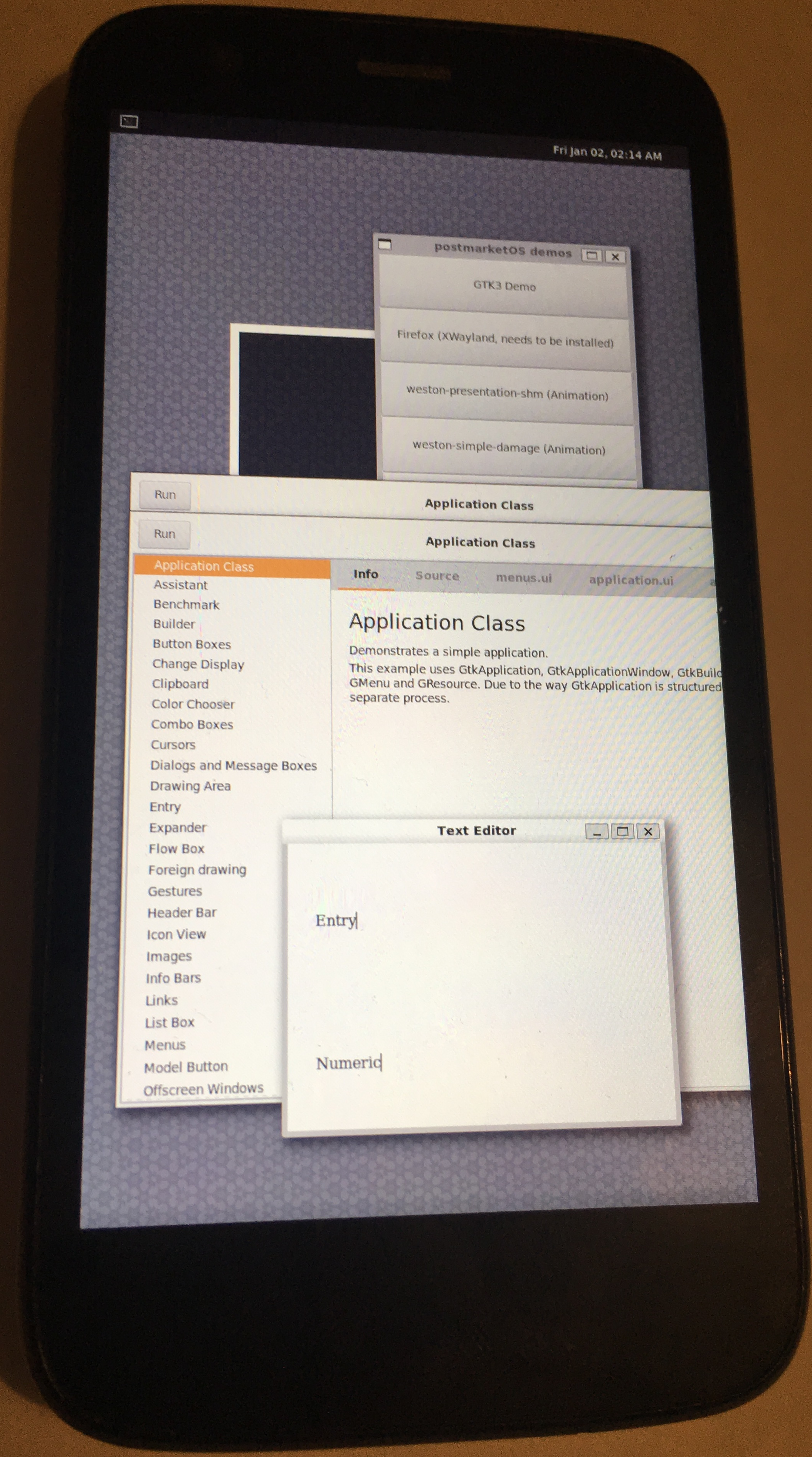
ويستون على موتو جي
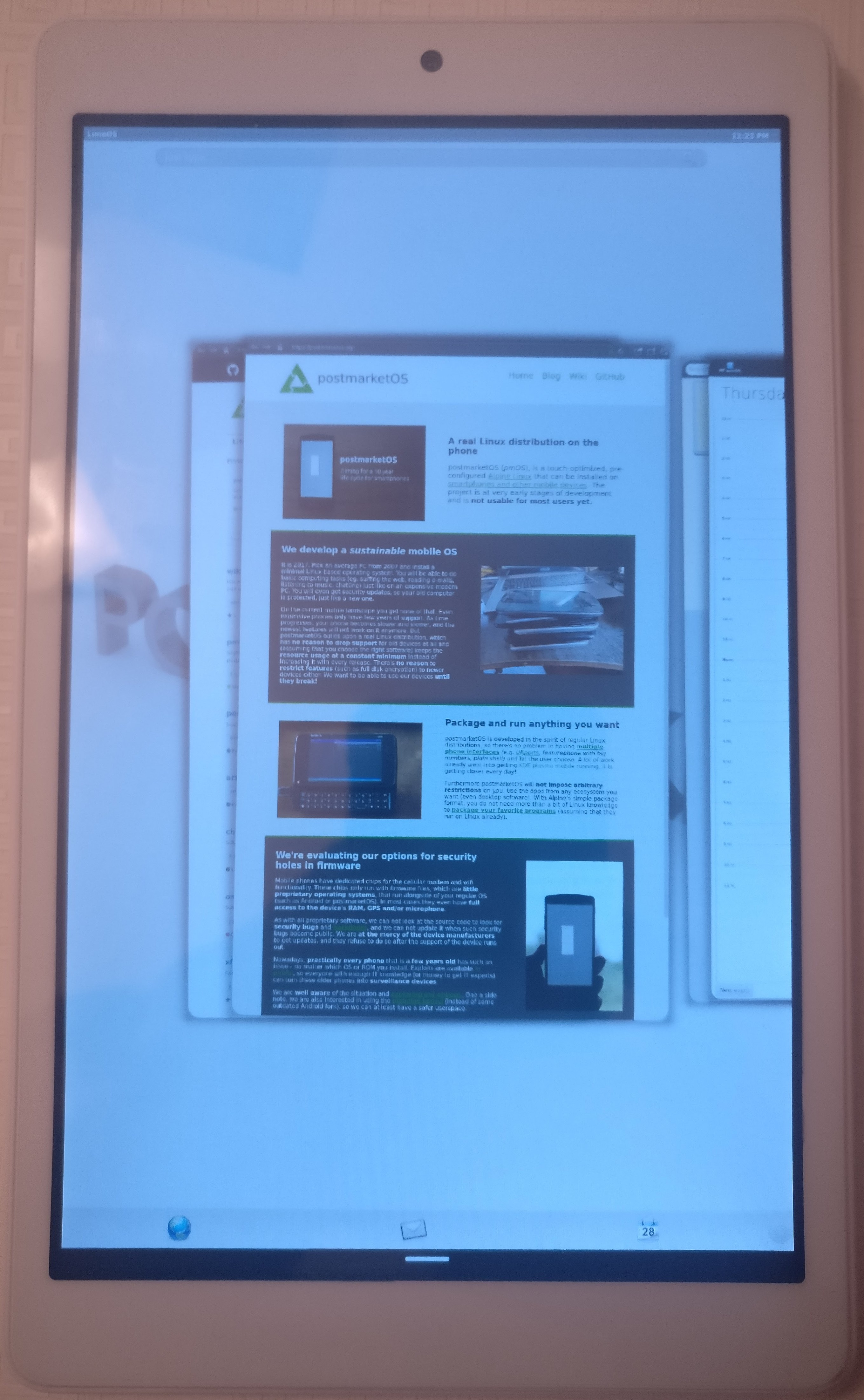
واجهة نظام ليون يعمل على قرص x86 عام

## روابط خارجية
- الموقع الرسمي
- شفرة المصدر على غيت لاب